# Lemairegisa bractea
Lemairegisa bractea är en fjärilsart som beskrevs av Felder 1874. Lemairegisa bractea ingår i släktet Lemairegisa och familjen tandspinnare. Inga underarter finns listade i Catalogue of Life.